# Лебедков, Сергей Александрович
Сергей Александрович Лебедков (род. 26 марта 1981, Тамбов, СССР) — российский футболист, выступавший на позиции полузащитника.

## Карьера
Воспитанник ДЮСШ-8 Тамбов.
За свою карьеру выступал в российских командах «Спартак» Тамбов, «Спартак» Москва, «Уралан» (Элиста), «Нефтехимик» Нижнекамск, «Химки», «Томь» Томск, «Торпедо» Москва, «Иртыш» Омск.
По завершении профессиональной карьеры игрока работает детским тренером в Тамбове.

## Достижения
«Спартак» (Москва)
- Чемпион России: 2000

«Уралан»
- Первый дивизион ПФЛ: 2001